# Église San Silvestro al Quirinale
Pour les articles homonymes, voir San Silvestro.
 (juillet 2019).
Si vous disposez d'ouvrages ou d'articles de référence ou si vous connaissez des sites web de qualité traitant du thème abordé ici, merci de compléter l'article en donnant les références utiles à sa vérifiabilité et en les liant à la section « Notes et références ».
L'église San Silvestro al Quirinale est une église romaine située sur le Quirinal.

## Histoire
Son origine remonte au IXe siècle. Son nom d'origine était Santo Stefano in Caballo, ce non provenait du mont sur lequel elle avait été bâtie (Monte Cavallo) et ensuite  Arcioni.
En 1524, afin de procéder à l'élargissement de la route, sa façade fut démolie ainsi que les premières chapelles. L'église fut reconstruite et confiée avec le couvent adjacent aux moines Dominicains. En 1566 elle fut transférée à l'Ordre des Théatins qui en firent leur centre de formation pour novices.
Le couvent devint propriété de l'État italien lors de l'annexion du Latium au royaume d'Italie et fut transformé en caserne.
Entre 1873 et 1877 la façade de l'église fut refaite par l'architecte Andrea Busiri Vici qui s'inspira des modèles de la fin du XVIe siècle romain.

## Arts et architecture
L'église est à une seule travée avec deux chapelles sur les côtés, coupole et abside profonde. Le plafond est à caissons, doré et décoré avec des scènes bibliques. Sur l'arrière de la façade se trouvent les monuments funéraires du cardinal Federico Cornaro et de Prospero Farinacci. Elle renferme de nombreux tableaux des artistes Marcello Venusti, Jacopo Zucchi, Raffaellino da Reggio, Polidoro da Caravaggio, du Cavalier d'Arpin et de Giacinto Gimignani. La chapelle Bandini, œuvre de Ottaviano Mascherino (1580 - 1585), est annexée à l'église, au fond du transept gauche. Elle a une forme octogonale avec coupole et petite lanterne. À l'intérieur se trouvent l'Assomption tableau de Scipione Pulzone et les cercles de la coupole peints avec des scènes bibliques en 1628 par le Domenichino. Dans les niches angulaires sont déposées les sculptures en stuc de Marie-Madeleine et de Saint Jean (1628), œuvre de Alessandro Algardi ainsi que Saint Joseph et Sainte Marie de Francesco Mochi.
La première chapelle à gauche contient une fresque de Avanzino Nucci : Pape Saint Sylvestre baptisant l'empereur Constantin. 
Dans le plafond se trouvent les Scènes de la vie de Saint Sylvestre, peint en 1868.

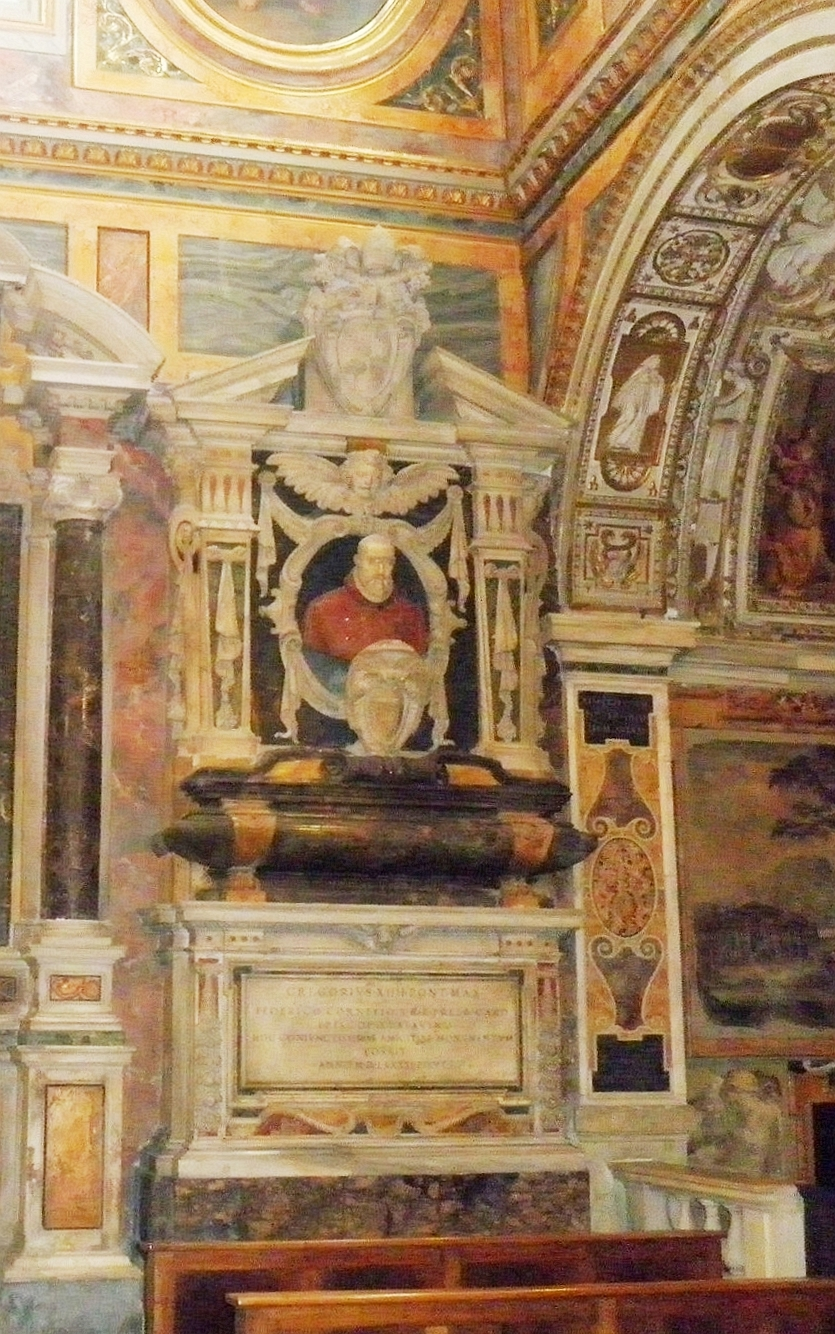
Tombe du cardinal Cornaro.
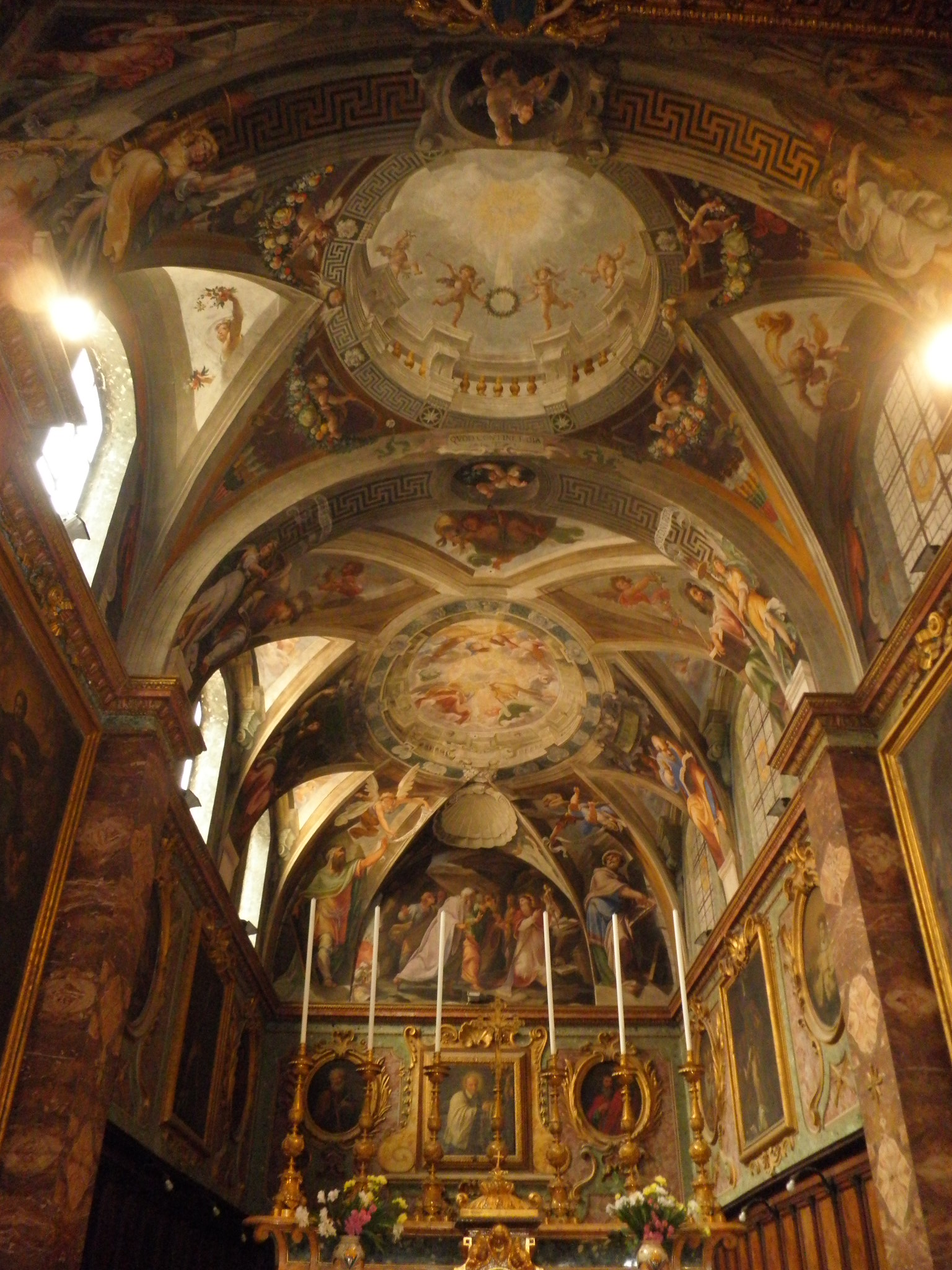
Chœur.
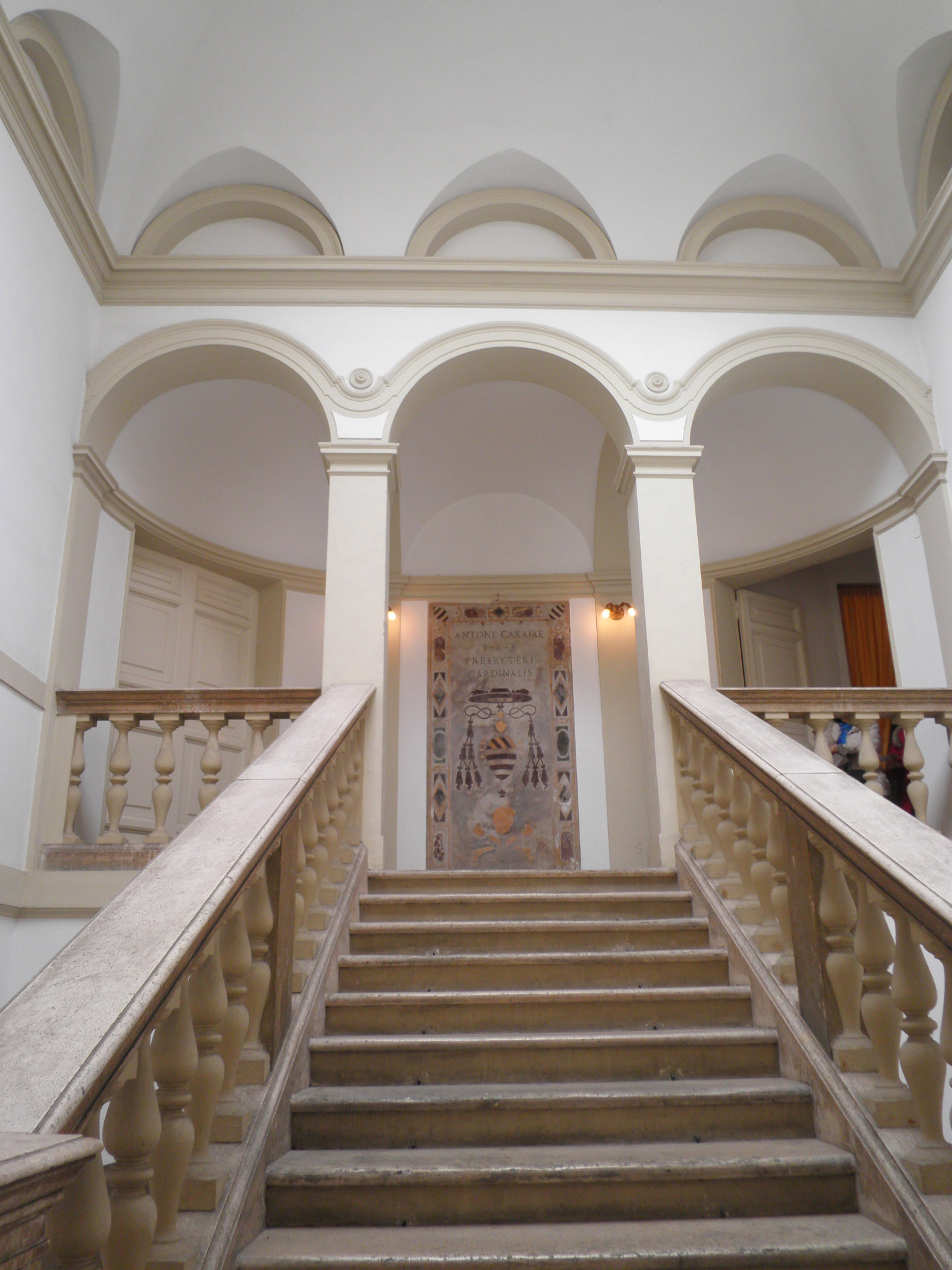
Entrée.
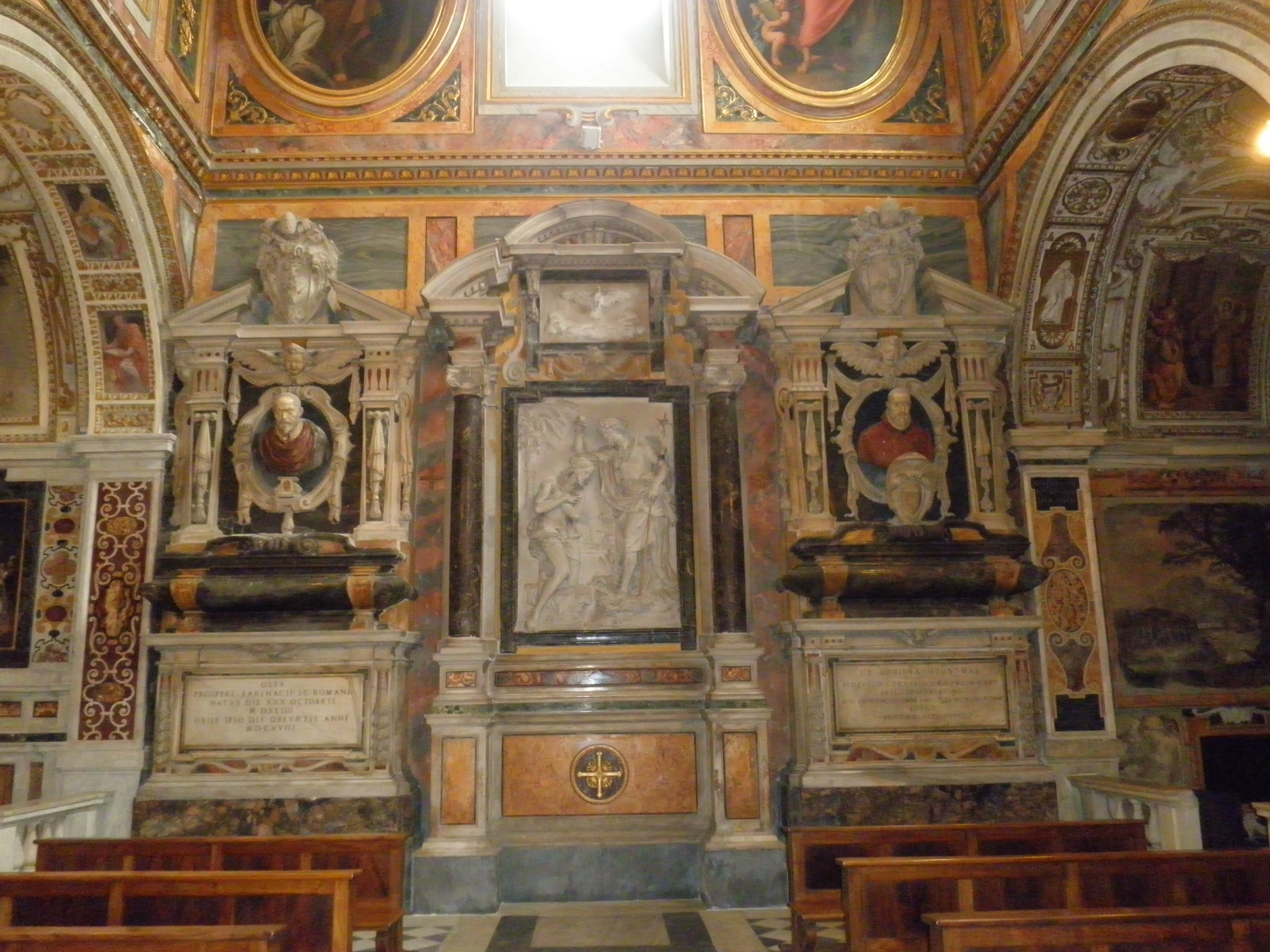
Contre façade.
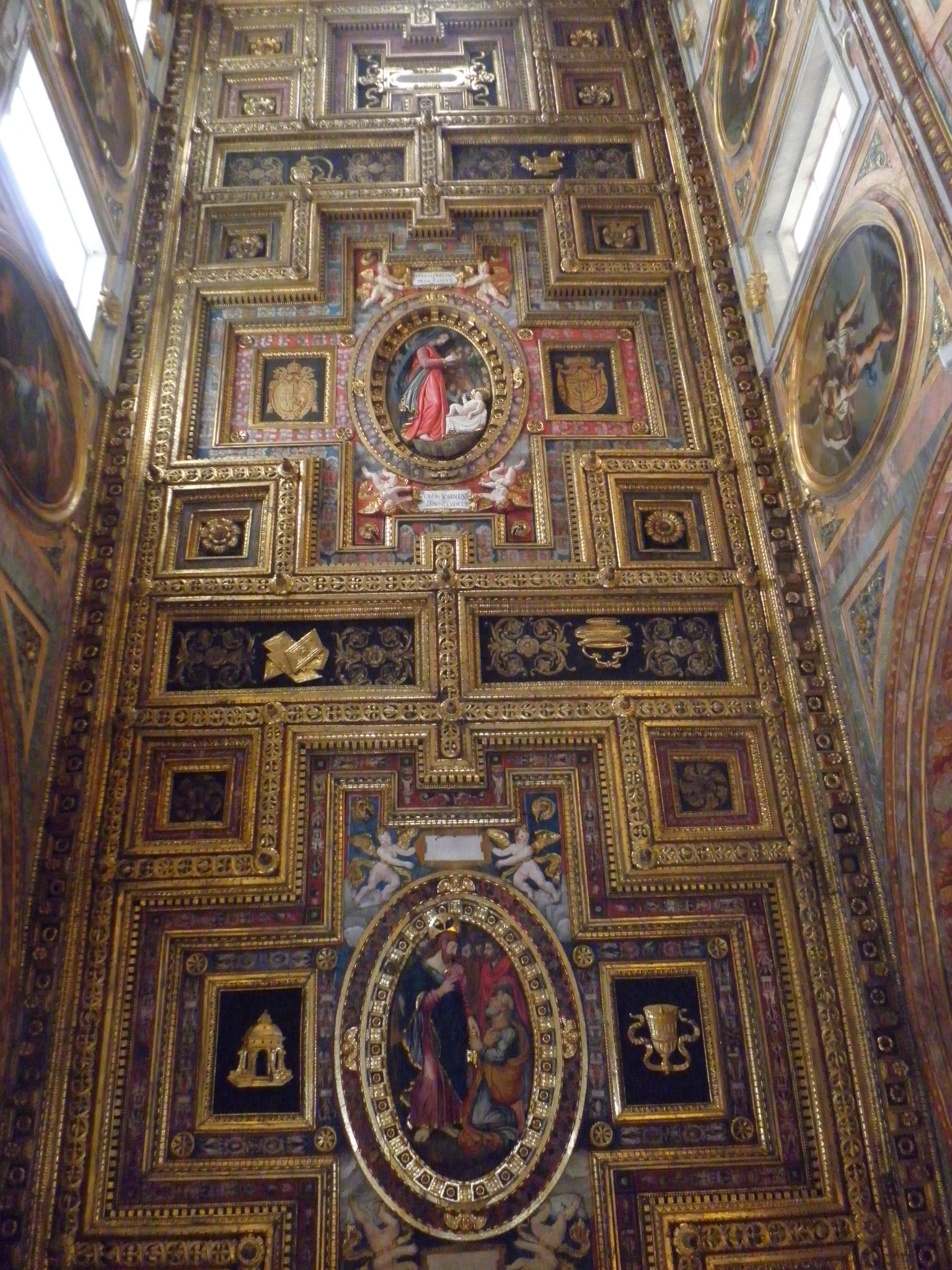
Plafond à caissons.
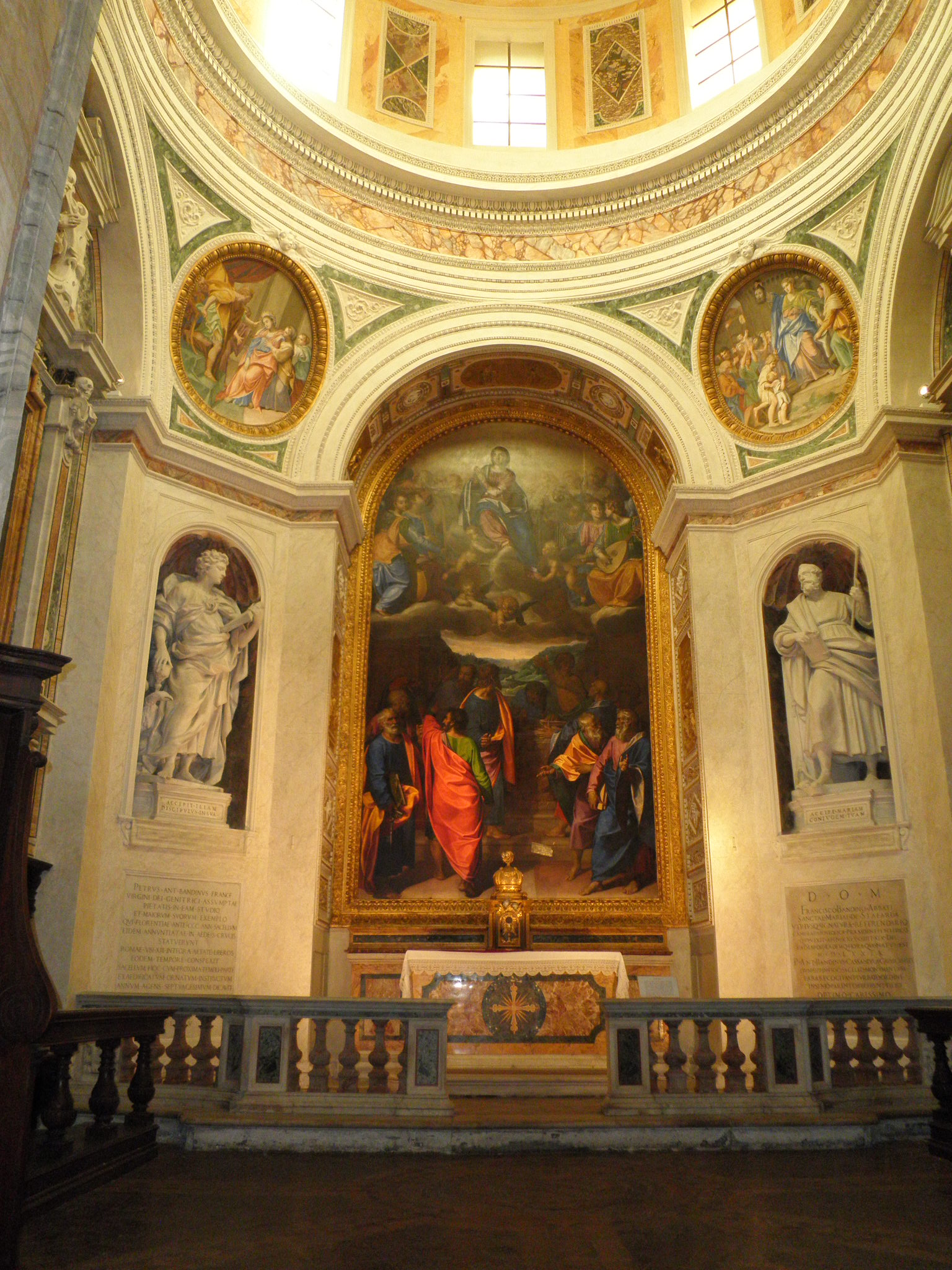
Chapelle Bandini.